# Робинсон, Даррелл
Даррелл Робинсон (англ. Darrell Robinson; род. 23 декабря 1963, Такома, Вашингтон) — американский легкоатлет, специалист по бегу на короткие дистанции. Выступал за сборную США по лёгкой атлетике во второй половине 1980-х годов, обладатель серебряной и бронзовой медалей Игр доброй воли в Москве, победитель и призёр рада крупных международных турниров и национальных первенств.

## Биография
Даррелл Робинсон родился 23 декабря 1963 года в Такоме, штат Вашингтон.
Показывал выдающиеся результаты уже во время учёбы в старшей школе Woodrow Wilson High School, в частности в 1982 году в возрасте 18 лет на Национальном спортивном фестивале в Индианаполисе установил юниорский мировой рекорд в беге на 400 метров — 44,69. С этим результатом занял второе место в мировом рейтинге этого сезона — соотечественник Сандер Никс обошёл его всего на сотую секунды. Также в этом сезоне Робинсон стал серебряным призёром на чемпионате США в Ноксвилле, уступив только Клиффу Уайли. Журналом Track and Field News по итогам года был назван лучшим легкоатлетом среди учеников старших школ.
Продолжил спортивную карьеру в Хьюстонском университете, но вскоре ушёл отсюда в связи с увольнением пригласившего его тренера по спринту. Некоторое время провёл в команде Вашингтонского университета, откуда затем перевёлся в Калифорнийский университет в Лос-Анджелесе, где изучал музыку. Пытался пройти отбор на летние Олимпийские игры 1984 года в Лос-Анджелесе, но на отборочном турнире выступил неудачно, остановившись на стадии полуфиналов.
В 1985 году финишировал вторым на чемпионате США в Индианаполисе.
В мае 1986 года на соревнованиях в Уэствуде установил личный рекорд в беге на 400 метров — 44,45 (второй результат мирового сезона после ивуарийца Габриэля Тиако), тогда как в июне одержал победу на чемпионате США в Юджине. Попав в состав американской национальной сборной, выступил на впервые проводившихся Играх доброй воли в Москве, где взял бронзу в дисциплине 400 метров и вместе с соотечественниками получил серебро в эстафете 4 × 400 метров. В августе—сентябре сделал большой тур по европейским международным турнирам, выступал в Берлине, Брюсселе, Лозанне, Лондоне.
Робинсон пропустил сезон 1987 года, но в 1988 году вернулся, показав достаточно высокий результат 44,99 (седьмое время в мировом рейтинге по итогам сезона). При этом отобраться на Олимпиаду в Сеуле он не смог, в полуфинальном забеге отборочного турнира финишировал пятым.
Осенью 1989 года, находясь в Западной Германии, Робинсон дал резонансное интервью журналу Stern, в котором обвинил нескольких американских легкоатлетов и тренеров в использовании допинга. Спортсмен сообщил, что в 1982 году в доме своего бывшего тренера Чака Дебаса видел, как Карл Льюис вводил себе какую-то белую жидкость, предположительно тестостерон. По его словам, тренер Льюиса Том Теллез раздавал своим атлетам синие таблетки, утверждая, что это запрещённые стероиды. Когда в 1987 году Робинсон стал тренироваться под руководством известного специалиста Боба Керси, тот сразу же посоветовал ему использовать два разных запрещённых препарата: оксандролон и метандиенон. Спортсмен также признался, что в марте 1988 года за две тысячи долларов лично продал 10 мл гормона роста соотечественнице Флоренс Гриффит-Джойнер — буквально за месяц до того, как та установила два мировых рекорда и стала трёхкратной олимпийской чемпионкой.
Льюис подал в суд на журнал за публикацию порочащих его репутацию сведений, тогда как другие фигуранты интервью не стали предъявлять претензии. Сообщалось, что за подобный компромат журнал заплатил крупную сумму, 25 или 50 тысяч долларов. Из-за начавшегося скандала многие чиновники предпочли не иметь дел с Робинсоном, спортсмен лишился возможности выступать на крупных турнирах и в возрасте 25 лет вынужден был завершить спортивную карьеру.
Последующая жизнь Деррелла Робинсона сопровождалась серьёзными проблемами в личной жизни. Одного из его детей мать забила до смерти. Со своей дочерью от другой женщины он утратил связь, после того как ту увезли в Канаду. Он пытался вернуть дочь в США, что привело к обвинениям в насилии и похищении человека, в результате чего бывшего спортсмена приговорили к пяти месяцам тюрьмы. Робинсон посещал психиатра в Такоме, в 1996 году дважды предпринимал попытку самоубийства. В конце 1990-х женился на бывшей лыжнице Лизл Хейгер и стал избегать публичности, не отвечал на звонки журналистов.